# کارن بابایان (متخصص پوست)
کارن رشتونو بابایان (ارمنی: Կարեն Ռշտունու Բաբայան؛  زادهٔ ۳۰ اکتبر ۱۹۴۷- درگذشته ۳۱ اکتبر ۲۰۲۱) پزشک متخصص پوست، استاد اهل ارمنستان بود.

## زندگی‌نامه
وی در ۳۰ اکتبر ۱۹۴۷ در ایروان به دنیا آمد و از دانشگاه پزشکی دولتی ایروان (۱۹۷۱) فارغ‌التحصیل گشت. همچنین برندهٔ جوایزی همچون مدال مخیتار هراتسی (۲۰۰۲) شده است. وی در ۳۱ اکتبر ۲۰۲۱ در سن ۷۴ سالگی در ایروان در همه‌گیری کووید ۱۹ درگذشت.

## یادداشت
1. ↑  բժշկական գիտությունների դոկտոր